# Елісон Франц
Елісон Франц (27 вересня 1903 — 1 лютого 1995) була фотографом археологічних знахідок і візантійською науковицею. З почесним ступенем в класичних і візантійських дослідженнях, вона вирушила до Греції, де приєдналася до розкопок афінської Агори. Вона була офіційною фотографинею Агори і особливо славиться своїми фотографіями грецьких скульптур. Як археолог, вона посприяла кращому розумінню і оціненню посткласичних шарів розкопок Агори в публікаціях з матеріалом про Візантію і Османію.

## Освіта
Елісон Франц отримала ступінь бакалавра з класичних наук в Коледжі Сміта в 1924 році і продовжила аспірантуру в Колумбійському університеті, де вона зосередилася на вивченні візантійського періоду.

## Ранній період розвитку кар'єри
Франц почала свою кар'єру з розкопок афінської Агори в 1934 році, як асистентка Люсі Талкот у відділі запису. Франц захоплювалася фотографіями з раннього віку, спостерігаючи за братом, який проявляє фотографії у своєму темному приміщенні, і незабаром вона зайнялася фотографуванням археологічних знахідок. Вона розпочала кар'єру допомагаючи Герман Вагнер, офіційному фотографу Агори і вже у 1939 вона і сама стала офіційною фотографинею. Незадовго до Другої світової війни, Франц було доручено сфотографувати протягом двох днів більше шестиста дощечок лінійного письма Б, виявлених відомим американським археологом Карлом Блегеном в мікенському палаці Пилоса. В значній мірі, ці фотографії посприяли розшифровці лінійного письма Б, написаного Майклом Вентрісом.

## У роки війни (1940-45)
Під час Другої світової війни, Франц працювала у тісному співробітництві з Управлінням стратегічних служб і повідомляла служби Вашингтону про політичну і військову ситуацію в Греції. Після війни вона стала культурним аташе посольства США в Афінах і працювала там з метою встановлення програми Фулбрайта в Греції.

## Основний внесок
Її основний внесок в галузь археології та історії афінської Агори полягає в тому, що вона наполягала на діахронічному дослідженні археологічних пам'яток. Під час розкопок афінської Агори, вона зосередила свій інтерес на записі і вивченні посткласичних періодів, особливо пізньої античності та Візантії. Вона була однією з перших науковець, що опублікувалися на візантійській та османській колекціях знахідок з Агори. Вона також працювала в тісному співробітництві з Джоном Травлосом, з метою відновлення церкви Святих Апостолів у афінській Агорі, де знаходиться єдина візантійська пам'ятка. Як фотограф, Франц закарбувала знімками 25 років (1939-64) відкриттів, людей та археологічного життя в афінській Агорі. Її талант археологічних фотографій був широко визнаний, і вона подорожувала по всьому Середземномор'ю, фотографуючи місця археологічних розкопок і особливо грецькі скульптури. Вона є найбільш знаною своїми фотографіями фриза Парфенона і фотографіями скульптур храму Зевса в Олімпії.

## Архів фотографій
Архів її знімків зберігається в американській школі класичних досліджень і в Принстонському університеті.

## Основні публікації
- Афінська Агора т. ХХ Церква Святих Апостолів, Принстон: Американська школа класичних досліджень в Афінах, 1971.
- Афінська Агора т. XXIV Пізня античність 267—700 н. е., Принстон: Американська школа класичних досліджень в Афінах, 1988.